# Milla & Sugar
Milla & Sugar è una serie di libri illustrati per ragazzi pubblicata da Edizioni Piemme nella collana Il Battello a Vapore, che ha come protagoniste due ragazzine, la strega Milla e la fata Sugar, entrambe di dieci anni/undici anni.
La serie è giunta al ventiquattresimo capitolo, e sono state inoltre pubblicate otto raccolte contenenti ciascuna due delle avventure già pubblicate e una serie di letture e giochi aggiuntivi.

## Autori
L'autrice dei libri della serie si cela sotto lo pseudonimo Prunella Bat.
I disegni dei primi tre titoli della serie sono stati eseguiti da Federico Nardo e dallo studio Red Whale. Nei libri successivi il character design e le copertine sono di Marco Albiero che esegue anche i disegni interni assieme a Matteo Piana.

## Ambientazione: il quartiere di Old Town e la Gente
Le due ragazzine vivono nel quartiere Old Town nel quale vive la Gente, una comunità di persone dotate di poteri magici di cui fanno parte le famiglie di Milla e di Sugar.
La Gente ha due regole fondamentali:
- Non rivelare agli Altri (come chiamano le persone prive di poteri magici) la propria esistenza.
- Non usare mai i propri poteri magici per fare del male.

A tutela di queste regole la Gente ha creato il Cerchio, una società composta dalle streghe e dalle fate più potenti.

## Le protagoniste

### Milla
Milla Elven è una strega (solo da parte di padre) di circa 10/11 anni, dai capelli rossi e riccissimi, piena di lentiggini  (ultima stima: 180), ha una carnagione chiara e occhi nocciola. Caratterialmente è una ragazza esuberante, allegra ed intelligente. Ha la passione per la musica ed è un maschiaccio di prima categoria. Nata il 27 marzo, è di segno zodiacale Ariete.

### Sugar
Sugar Plum è una fata, anch'essa di circa 10/11 anni, di origine caraibica da parte di madre. Ha una carnagione color zucchero caramellato, lunghi capelli lisci e nerissimi dai riflessi blu e luminosi occhi azzurri. Caratterialmente è una ragazza tranquilla, dolce ed intelligente. Ha la passione per la danza e per la moda. Nata l'8 settembre, è di segno zodiacale Vergine.
Milla e Sugar sono amiche inseparabili e grazie ai loro poteri comunicano telepaticamente e in ogni avventura della serie risolvono le situazioni più critiche.

## Altri personaggi

### La famiglia di Milla

#### Valery Elven
Valery è la madre di Milla, pur appartenendo alla Gente non ha alcun potere magico (essendo la settima figlia di una settima figlia può al massimo far apparire dei fiori). Sotto lo pseudonimo di "Madame Natasha" tiene una rubrica di consigli sulla rivista Lady Fashion, nella quale diventa una perfetta padrona di casa e nel "Bon ton". Ha gli stessi capelli riccissimi e rossi di Milla e Oliver ed è cicciottella. Spaccia per "sani" cibi strani ed è risaputa la sua cattiva cucina.

#### Martin Elven
Martin è il padre di Milla, direttore della biblioteca di Old Town, ha il potere magico di comprendere e tradurre tutte le lingue e il linguaggio dei neonati come Lily Rose.

#### Oliver
Oliver è il fratello minore di Milla, un ragazzino dal quoziente d'intelligenza elevatissimo, però a differenza della sorella non ha poteri magici, se non quello di trovare gli oggetti e di mandare qualche sconnesso messaggio telepatico. Ha otto anni e litiga sempre con Milla. Cambia il look della sua stanza ogni volta che si fissa su qualcosa (come i pirati, i vampiri, gli uccelli ecc.).

#### Agatha Elven
Agatha è la nonna di Milla, strega più potente di Old Town e capo del Cerchio. È la madre di Martin e suo marito è morto da anni. La donna possiede una collezione di oltre 1230 cappellini molto originali.

#### Elvina Elven
Elvina, anch'essa strega, è la bisnonna di Milla. Con la vecchiaia ha perso tanti dei suoi poteri magici e si è rimpicciolita, tanto che ora vive in una casa delle bambole che Milla non usa mai, insieme alla sua governante, la gnoma Brianna, che è anche la baby-sitter di Oliver. Brianna è nota per la sua abilità nel raccontare storie dell'orrore.

#### Gummitch
Gummitch è il gatto di casa Elven, nero, un po' vanitoso e ingordo, è caratterizzato da un umorismo pungente, che usa spesso con la criceta Alberta. Rimprovera Milla e Sugar se fanno qualcosa di sbagliato e si cacciano nei guai, ma lo fa per proteggerle. È di origine inglese (parla con un accento britannico marcato) e ama i cibi pregiati.

### La famiglia di Sugar

#### Dan Plum
Dan è il padre di Sugar, un archeologo scomparso anni prima dell'inizio della serie durante una spedizione in una zona sperduta dell'Asia, senza più dare sue notizie. Non possiede alcun potere, nonostante sua madre sia Endora, la fata più potente del Cerchio di Old Town. Nel libro 7, Milla e Sugar lo ritrovano in Cina. Dopo il suo ritorno, apre l'agenzia di viaggi "Shangri La".

#### Eglantina Plum
Eglantina, madre di Sugar, viene descritta come una bellissima fata dalla pelle scura, gli occhi neri dal taglio a mandorla e i capelli neri, molto somigliante alla figlia; Ha origini caraibiche e parla con un leggero accento esotico; Fa la stilista e disegna abiti meravigliosi che vende nella sua boutique di moda La Regina Mab. Ha anche un'altra figlia oltre a Sugar, Lily Rose. Quest'ultima nasce nel periodo di tempo compreso tra il libro 11 e il libro 12.

#### Endora Plum
Endora, nonna di Sugar, è la fata più potente di Old Town, membro del Cerchio, con la passione per i viaggi e i vestiti orientali. Ama tenersi in forma facendo jogging. La sua migliore amica è Agatha, nonna di Milla. Litiga sempre con Alberta, che odia lo sport e i cibi sani, cose che la fata adora. È la madre di Dan.

#### Lily Rose Plum
Lily Rose è la sorellina di Sugar, di circa un anno di età. Ha le stesse caratteristiche fisionomiche della madre e della sorella. I suoi poteri non sono ancora del tutto sviluppati e quindi non ancora ben noti, ma nel libro 13 l'anello di Araminta li fa aumentare a dismisura. Questa potenza svanirà dopo la restituzione del gioiello.

#### Alberta
Alberta è la vanitosissima criceta dalla erre moscia di Sugar. Segue tutte le soap opera immaginabili (più di 14 differenti), è golosissima e molto in carne e ama dar fastidio al gatto Gummitch. È un'amante dello shopping e si definisce "Una veva signova educata a Pavigi."

### I cattivi
In ogni libro della serie Milla e Sugar devono affrontare una serie di avversari, alcuni dei quali compaiono solo in un libro, ma il principale antagonista è Dragomir, che ritorna in molti capitoli delle avventure.

#### Dragomir
Dragomir appartiene alla Gente buia, quelle persone che usano i poteri magici per i propri interessi e per fare del male. Da anni vive quasi del tutto privato delle sue abilità (che cerca continuamente di riacquistare) e relegato nelle fogne di Old Town (assieme al suo maggiordomo Gravalax) da un incantesimo di Agatha ed Endora.

#### Gravalax
Gravalax è il fidato maggiordomo di Dragomir assieme al quale è costretto a vivere nelle fogne di Old Town. È calvo e pallidissimo. Dragomir lo tratta malissimo.

#### Jago
Jago è un esperto di tecnologie (lavora nel negozio di informatica ed elettronica di Old Town), membro degli Altri che mette le sue conoscenze al servizio del perfido Dragomir.

### Raccolte
- Prunella Bat, Una magica estate, Il battello a vapore, Piemme, 2007. ISBN 978-88-384-3314-6
- Prunella Bat, Una magica estate 2, Il battello a vapore, Piemme, 2008. ISBN 978-88-384-9873-2
- Prunella Bat, Una magica estate 3, Il battello a vapore, Piemme, 2009. ISBN 978-88-566-0512-9
- Prunella Bat, Una magica estate 4, Il battello a vapore, Piemme, 2010. ISBN 978-88-566-1350-6
- Prunella Bat, Una magica estate 5, Il battello a vapore, Piemme, 2011. ISBN 978-88-566-1962-1
- Prunella Bat, Un magico Natale, Il battello a vapore, Piemme, 2011. ISBN 978-88-566-2493-9
- Prunella Bat, Una magica estate 6, Il battelo a vapore, Piemme, 2012. ISBN 978-88-566-2644-5
- Prunella Bat, Una magica estate 7, Il battelo a vapore, Piemme, 2013. ISBN 978-88-566-3039-8